# Ligne de Caen à Dozulé - Putot
La ligne de Caen à Dozulé-Putot est une ancienne ligne du réseau ferré français ouverte en 1881 pour relier Caen à la ligne de Mézidon à Trouville - Deauville et ainsi offrir un accès plus direct aux stations balnéaires de la côte Fleurie. Le trafic a cessé en plusieurs étapes et la ligne a ensuite été déclassée et déferrée.

## Histoire
Le 30 août 1869, le conseil général du Calvados décide d'étoffer le réseau ferré national en établissant cinq lignes de chemin de fer d'intérêt local. L'un de ces projets consiste en l'ouverture d'une ligne entre la gare de Mézidon et la côte Fleurie passant par Dozulé. La déclaration d'utilité publique permettant le lancement des travaux n'est signée que le 17 mars 1872. Les travaux trainent en longueur et la Compagnie du Chemin de Fer de Mézidon à Dives n'ouvre la ligne de Mézidon à Dives-Cabourg que le 15 juillet 1879.
Parallèlement, le Conseil général prévoit d'ouvrir une ligne partant de Caen et se connectant à la nouvelle ligne dans les environs de Dozulé afin de permettre un accès plus direct aux plages de la côte Fleurie depuis la capitale bas-normande. Le 28 octobre 1874, le Conseil général autorise donc le Préfet à signer avec la Compagnie du chemin de fer d'Orléans à la mer un traité de concession d'une nouvelle ligne d'intérêt local entre Caen et Dozulé. Trois ans plus tard, le 16 décembre 1875, l'Assemblée nationale déclare d'utilité publique onze lignes de chemin de fer dans l'Ouest, dont la ligne entre Caen et Dozulé,. Cette loi a pour effet de rendre caduc l'accord passé en 1874 entre le Préfet et la Compagnie. Une loi du 14 juin 1878 autorise le ministère des Travaux publics à entamer les travaux de construction de cette ligne. La loi du 27 juillet 1880 autorise l'État à assurer l'exploitation provisoire de la ligne. Le 25 avril 1881, un décret approuve la convention passée entre l'État et la Compagnie des chemins de fer de l'Ouest pour l'exploitation provisoire de la ligne qui est inaugurée le 1er mai 1881, trois ans après la ligne de Mézidon à Dives. La ligne est cédée par l'État à la Compagnie des chemins de fer de l'Ouest (OUEST) par une convention signée entre le ministre des Travaux publics et la compagnie le 17 juillet 1883. Cette convention est approuvée par une loi le 20 novembre suivant.
Cette nouvelle ligne dessert Giberville, Démouville à partir du 5 avril 1897, Sannerville, Troarn, Bures-sur-Dives et Basseneville.  À Troarn et à Dozulé, des quais d'embarquement sont spécialement aménagés pour le transport du bétail. 
Le 18 novembre 1908, l'État rachète la Compagnie des chemins de fer de l'Ouest, la ligne est désormais gérée par l'Administration des chemins de fer de l'État (État). Quand l'État est incorporée à la Société nationale des chemins de fer français (SNCF), une partie de son réseau est fermée au trafic voyageur. Le 1er mars 1938, le transport de voyageurs cesse alors entre Caen et Dozulé-Putot et est remplacé par des autobus des Courriers Normands. 
Le service voyageurs est rétabli un temps jusqu'à Troarn à partir de septembre 1940 trois fois par semaine. En 1943, les forces d'occupation allemandes démontent les rails de la ligne ; en 1944, les infrastructures sont gravement endommagées pendant l'opération Goodwood. Après la Libération, la SNCF rouvre la ligne pour le trafic marchandises jusqu'à Troarn seulement. Le 16 juin 1952, la ligne est limitée à Giberville ; dans les années 1980 elle est définitivement fermée. Elle est déclassée en plusieurs étapes :
- en 1954, entre le point kilométrique (PK) 12,300 et le PK 22,600 (section de Troarn à Dozulé-Putot) et entre le PK 4,600 et le PK 7,700 (section de Caen à Troarn)[20] ;
- en 1975, entre les PK 22,600 et 22,720 (gare de Dozulé-Putot) et entre les PK 2,365 et 4,600 (section de Caen à Giberville)[21] ;
- en 2001, entre les PK 0,000 et 2,365 (départ de la gare de Caen)[22].

## Vestiges

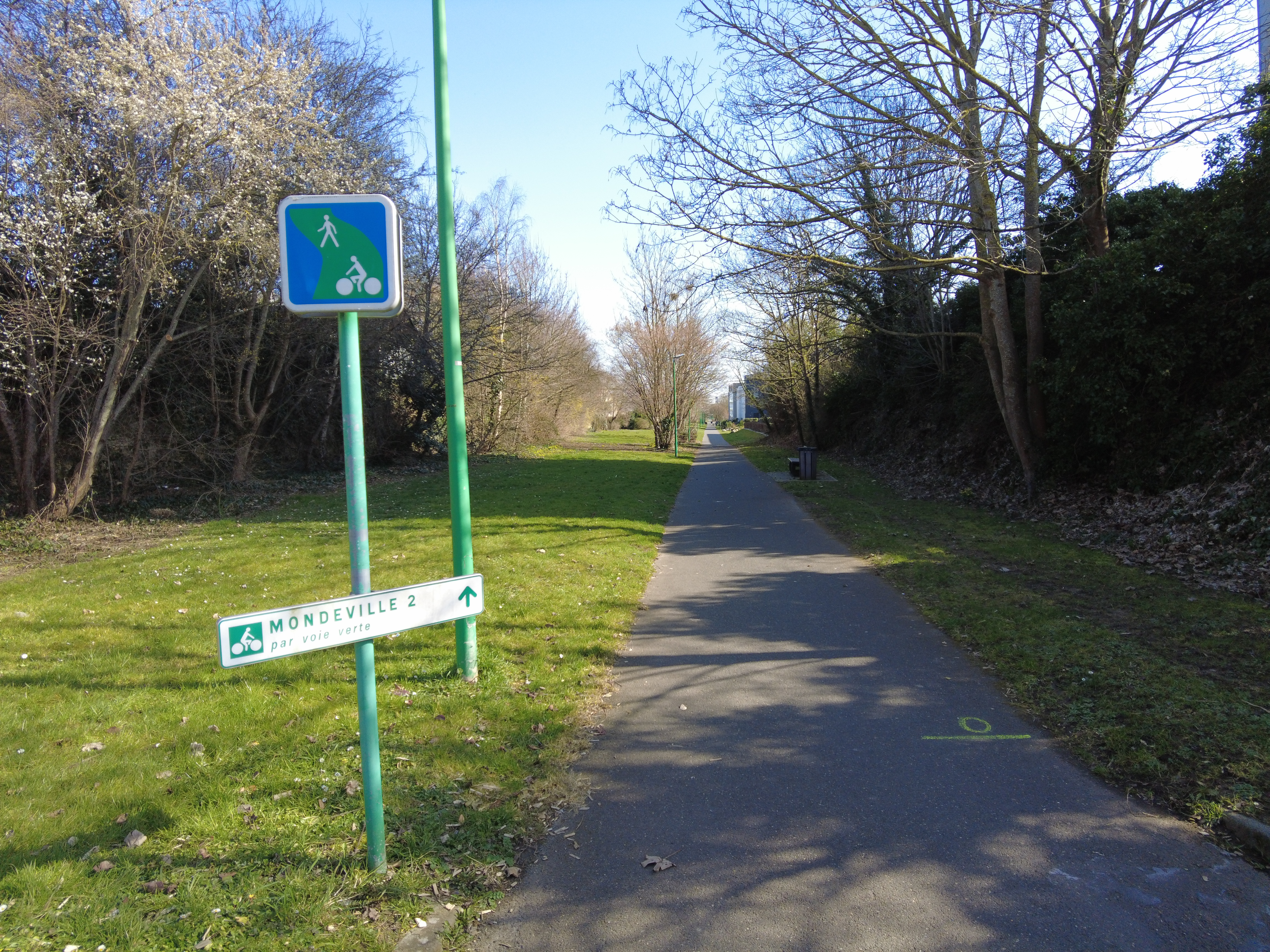
L'emprise transformée en voie verte à Mondeville

L'emprise ferroviaire a été sauvegardée sur une grande partie du territoire de Mondeville. On y retrouve deux maisons de garde-barrière sur la route de Cabourg et sur la rue de la Cavée. Entre la route de Cabourg et le boulevard périphérique de Caen, l'ancienne plateforme, acquise par la commune en 2002, a été transformée en voie verte.
À Giberville, l'emprise ferroviaire a été réutilisé par la rue Paul Fort et par l'avenue du Clos de la tête jusqu'à l'ancienne gare de Giberville. Cette dernière, toujours accessible depuis la rue de la gare, se trouve au croisement de la route de Rouen et a été reconvertie en habitation.
La gare de Sannerville a également été reconvertie en habitation (n°7, rue de la Libération).
| Infrastructures                                           | Communes      | Localisation                       | État       | Image |
| Gare de Caen                                              | Caen          | 49° 10′ 35″ nord, 0° 20′ 52″ ouest | En service |       |
| Pont sur la rue du Marais                                 | Caen          | 49° 10′ 37″ nord, 0° 20′ 06″ ouest |            |       |
| Ancienne maison du garde-barrière sur la route de Cabourg | Mondeville    | 49° 10′ 25″ nord, 0° 19′ 44″ ouest |            |       |
| Halte de Giberville                                       | Giberville    | 49° 10′ 19″ nord, 0° 16′ 56″ ouest | Habitation |       |
| Halte de Démouville                                       | Démouville    |                                    |            |       |
| Halte de Sannerville - Banneville                         | Sannerville   | 49° 10′ 44″ nord, 0° 13′ 21″ ouest | Habitation |       |
| Gare de Troarn                                            | Troarn        | 49° 10′ 53″ nord, 0° 11′ 24″ ouest | Détruite   |       |
| Ancienne maison du garde-barrière                         | Troarn        | 49° 10′ 56″ nord, 0° 11′ 16″ ouest | Habitation |       |
| Halte de Bures                                            | Troarn        | 49° 11′ 53″ nord, 0° 10′ 35″ ouest | Habitation |       |
| Halte de Basseneville                                     | Basseneville  | 49° 12′ 36″ nord, 0° 09′ 14″ ouest |            |       |
| Ancienne maison du garde-barrière                         | Goustranville | 49° 12′ 50″ nord, 0° 08′ 18″ ouest |            |       |
| Ancienne maison du garde-barrière                         | Putot-en-Auge | 49° 13′ 21″ nord, 0° 04′ 36″ ouest |            |       |
| Gare de Dozulé-Putot                                      | Putot-en-Auge | 49° 13′ 15″ nord, 0° 04′ 32″ ouest |            |       |